# Холи Сампсон
Холи Сампсон (енгл. Holly Sampson; Прескот, Аризона, САД, 4. септембар 1973) америчка је порнографска глумица и модел.

## Каријера
Сампсонова је своју каријеру у порно индустрији започела 1998. године наступајући у порнографским филмовима Nicolette и Zoe. Најпознатија је по филмском серијалу Емануела где је играла главну улогу. Наступила је у више од 100 порно-филмова.